# Robert Gould Shaw
Robert Gould Shaw (10 tháng 10 năm 1837 – 18 tháng 7 năm 1863) là đại tá chỉ huy trung đoàn 54 Massachusetts lính tình nguyện da đen tham gia Nội chiến Hoa Kỳ năm 1863 dưới cờ quân Liên bang miền Bắc. Ông và 600 binh sĩ dưới tay bị bắn chết trong trận tấn công đồn Wagner, Morris Island - khi đó ông mới 25 tuổi.